# Risen (jeu vidéo)
Risen est un jeu vidéo de rôle développé par la société allemande Piranha Bytes et distribué par la société allemande Deep Silver, filiale de Koch Media.
Il est disponible sur PC et Xbox 360. La version PC, directement développée par Piranha Bytes, sort le 2 octobre 2009.
La société française Wizarbox se voit confier le portage du jeu sur la console Xbox 360. Cette version sort en même temps que la version PC, à l'exception de l'Amérique du Nord où le jeu ne sort que le 23 février 2010.
Le 18 août 2010, lors d'une conférence de presse au salon GamesCom de Cologne, Deep Silver a confirmé qu'une suite est en préparation.

## Trame
Risen prend place sur Faranga, une petite île imaginaire de type méditerranéen inspirée par la Sicile. Depuis peu, des ruines de temples sortent mystérieusement de terre, ouvrant à divers endroits l'accès à d'anciens donjons et grottes. Un volcan actif surplombe l'île, également habitée par diverses créatures fantastiques. Les bâtiments et les noms évoquent l'Inquisition espagnole en Sicile.
Plusieurs factions se partagent le territoire et veulent profiter des trésors que contiennent les temples : l'Inquisition, dirigée par l'inquisiteur Mendoza et dont les quartiers sont établis dans un Monastère, les rebelles, dont le chef se nomme Don Esteban, et qui se sont réfugiés dans les marais, ainsi que les habitants de la seule ville de l'île, Port-Faranga, en proie a une lutte interne entre les deux factions.
L'histoire débute dans un bateau, au beau milieu d'une mer déchaînée.  Parmi les personnes à bord, le chef de l'inquisition, un passager clandestin (le héros du jeu) et une femme prénommée Sara.  L'inquisiteur dévoile un Titan camouflé par une tempête avec qui il engage le combat.  Réalisant que les choses tournent en sa défaveur, il se téléporte sur l'île, laissant le bateau et ses occupants à leur triste sort. Le bateau s'échoue avec comme seuls survivants le héros et Sara.
Sans armes, sans mémoire et vêtu de haillons, le héros doit faire face aux périls de l'île.

### Personnages
Dans la pure tradition des jeux développés par Piranha Bytes, le personnage principal n'a pas de nom.  On l'appelle simplement le héros sans nom (HSN).  Les trois endroits où vivent les humains sont dirigés par le Commandant Carlos (Port Faranga), l'Inquisiteur Mendoza (le monastère) et Don Esteban (les rebelles du marais). Quelques autres personnages peuplent également l'île.
Certains personnages sont des clins d'œil à la série Gothic, du même développeur.  Par exemple le pirate Grégoire-Emmanuel Barbe-d'acier faisant référence à Greg, pirate dans l'extension de Gothic II ("La nuit du corbeau"), Jack le gardien du phare, comme dans Gothic II et 3, Rhobart en référence au roi Rhobart de Gothic 3, Léonardo l'alchimiste comme dans Gothic II, etc.

## Système de jeu
Contrairement à beaucoup de jeux de rôle, dans Risen on ne choisit ni son personnage ni sa classe. Au fur et à mesure des combats et des quêtes, on gagne des points d'expérience (XP).  Lorsque l'on a accumulé assez de points, on progresse d'un niveau et l'on gagne 10 points d'apprentissage (PA). On échange ces points d'apprentissage auprès de maîtres contre le développement de certaines caractéristiques du personnage ou l'apprentissage de nouvelles compétences.
Le jeu propose un système de combat avec des parades et esquives. Grâce à ce système, le joueur peut utiliser un large éventail d'armes comme des épées, des arcs, ou aussi des bâtons de combat.  Alternativement, le joueur peut choisir de jouer comme un magicien (mage) ou une combinaison de magicien et guerrier.
Risen propose au joueur un monde virtuel ouvert, mais certaines sections protégées par des barrières magiques ne sont pas accessibles au début de l'histoire.

## Développement
Fin mai 2007, JoWooD Productions Software AG, Austria, et Pluto 13 GmbH, Germany (propriétaire de la marque "Piranha Bytes") annoncent la fin de leur coopération.  Suivant les accords contractuels liants les deux compagnies, JoWood conserve le droit de publier les jeux de la série Gothic ainsi que les droits d'auteur sur la marque déposée "Gothic".  Piranha Bytes ne pouvant plus développer de jeu pour la série Gothic, la compagnie annonce le 17 juin 2007 qu'elle travaille sur l'ébauche d'un nouveau jeu de rôle.  Le lendemain, Deep Silver annonce en être l'éditeur et le 6 août 2008, le nom officiel du jeu est révélé: Risen.  Alors que Piranha Bytes développe directement la version PC du jeu, la société française Wizarbox est chargée de porter le jeu sur console Xbox 360.  La version internationale de Risen sort le 2 octobre 2009.  Dans les pays où le jeu n'est pas directement distribué par Deep Silver, la date de sortie du jeu varie légèrement.  La version nord américaine pour Xbox 360 fait exception, ne sortant que le 23 février 2010. Ce décalage a été mis à profit par Wizarbox pour améliorer les graphismes, principal reproche concernant la version Xbox 360.  Malheureusement, les autres joueurs ne pourront pas profiter de ces améliorations, aucun DLC n'ayant pu être délivré.  En effet la taille d'un tel DLC aurait été trop volumineuse que pour pouvoir être délivré gratuitement.
À noter aussi que le jeu n'a pas pu être distribué en Australie où il a été interdit à cause de son contenu jugé trop adulte et que les scènes où les personnages sont vus uriner de dos ont été retirées afin de satisfaire aux exigences de la censure britannique.

## Critique
Si la version PC a connu un accueil particulièrement positif, celui de la version Xbox 360 a été très moyen notamment en raison de problèmes graphiques,,.
| Magazine                 | Version | Note   | Magazine           | Version  | Note   |
| ------------------------ | ------- | ------ | ------------------ | -------- | ------ |
| Computer Games Online RO | PC      | 90/100 | Vandal Online      | Xbox 360 | 85/100 |
| IGN                      | PC      | 86/100 | IGN                | Xbox 360 | 76/100 |
| Cynamite                 | PC      | 90/100 | TeamXbox           | Xbox 360 | 73/100 |
| Cheat Code Central       | PC      | 88/100 | GameZone           | Xbox 360 | 70/100 |
| Gaming XP                | PC      | 88/100 | MS Xbox World      | Xbox 360 | 55/100 |
| GameStar                 | PC      | 87/100 | RealGamer          | Xbox 360 | 30/100 |
| Eurogamer                | PC      | 60/100 | Eurogamer          | Xbox 360 | 40/100 |
| Artworks                 | PC      | 16/20  | Artworks           | Xbox 360 | 16/20  |
| Jeuxvideo.com            | PC      | 17/20  |                    |          |        |
| rpgfrance.com            | PC      | 8/10   |                    |          |        |
| Joystick                 | PC      | 8/10   |                    |          |        |
| Canard PC                | PC      | 7/10   |                    |          |        |
| Gamers.at                | PC      | 90/100 |                    |          |        |
| Moyenne Metacritic       | PC      | 77/100 | Moyenne Metacritic | Xbox 360 | 60/100 |

## Influences
Le jeu a inspiré le groupe de rock-métal allemand Schattenspieler qui a composé une chanson tout simplement appelée "Risen".  Pyranha Bytes et Deep Silver ont été si stupéfaits qu'ils ont nommé la chanson "Hymne officiel de Risen".

## Doublage, son et musique
Un soin tout particulier a été apporté au doublage.  De nombreux talents, dont certains de tout premier plan, prêtent leur voix aux personnages.
Comme dans les jeux précédents de Piranha Bytes, la musique contribue beaucoup à l'ambiance.  Elle est l'œuvre de Kai Rosenkranz, qui se charge par ailleurs de la conception sonore du jeu.  La chanson "The Poet and the Pendulum" du groupe de métal symphonique finlandais Nightwish a servi à illustrer la vidéo-annonce du jeu.

### Doublage de la version anglaise[9],[10]
- Gus Gallagher : le héros
- Christopher Godwin : le narrateur, Maître Ignatius, Baxter et Eldric
- John Rhys-Davies : Don Esteban, Ursegor
- Andy Serkis : Inquisiteur Mendoza
- Lena Headey : Patty, Cathy, Jasim, Lilly
- David Rintoul : Maître Abrax, Scordo, Arno, Hawkins, Jack, Josh
- Mark Lewis Jones : Maître Pallas, Maître Illumar, Alvaro, Cormac et Nelson
- Donald McCorkindale : Maître Vitus, Maître Belschwur, Elias, Leonardo, Oscar et Rhobart
- Michael Higgs : Maître Cyrus, Telhur, Sam, Cole, Walter, William
- Alix Wilton Regan : Rachel, Martha, Sonja, et Tilda
- Brendan Coyle : Commandant Carlos, Vince et guarde de l'inquisition
- Timothy Watson : Romanov, Bronco, Neil et Nico
- Burn Gorman : Fincher, Brent, Dwight, Flavio et Tucker
- Damian O’Hare : Olf, Delgado, Dirk, Clay, Dytar, Jorgensen, Ricardo, Stan et Vasili
- Simon Greenall : Luis, Adan, Dargel, Dick, Finn, Harlok, Ingvr, Konrad et un garde à l'entrée de Port Faranga
- Stuart Organ : Brogar, Costa et Edgar
- Louiza Patikas : Sara, Anika, Gwen, Olga
- Adrian Bower : Cid, Balturo, Derry, Erikson, Kato et Lorenzo
- Antony Boyne : Sergio, Felipe, Marcelo, Santiago et un garde de l'inquisition
- Daniel Curshen : Sabrosa, Magnus, Rudolf, Rufus et un garde de l'inquisition
- Jack Deam : Rupert, Cutter, Domingo, Karlsen, Rodriguez et un garde à l'entrée de Port Faranga
- Matthew Ashforde : Caspar, Doug, Fuller, Lukor et Tristan
- Matthew Bates : Leto, Enrico, Henson, Maliko, Phil et Yoki
- Neil Grainger : Ash, Doyle, Erlan, Obel, Ruben, Toni, un garde de l'inquisition et un serviteur
- Oliver Lansley : Taylor, Krayban, Beppo, Duram, Enzo, Eronga, Garth, Gilles et un paysan
- Peter Bramhill : Kalib, Thomas, Branon, Leon, Bryn, Sirius et Philius
- Richard Laing : Severin, Carasco, Hernandez et un garde de l'inquisition
- Richard Ridigs : Karakos, Drok et Ukkos
- Simon Chadwick : Craig, Dalman, Jervis, Mo, Pavel et Weasel

### Doublage de la version française[11]
- Patrice Melennec : le narrateur
- Boris Rehlinger : le héros
- Sybille Tureau : Patty
- José Luccioni : Don Esteban
- Benoît Allemane : Inquisiteur Mendoza
- Marc Alfos : Romanov
- Sindberg Susan : Sara
- Jean-François Kopf : Maître Pallas
- Gérard Surugue : Maître Vitus / Rhobart
- Michel Prud'homme : Maître Ignace
- Bernard Lanneau : Carlos
- Alexandra Garijo : Rachel
- François Creton : Leto
- Alain Choquet : Karakos
- Antoine Tomé : Scordo
- Cedric Dumond : Fincher
- David Krüger : Luis
- Gilles Morvan : Olf
- Guillaume Lebon : Kalib
- Laurent Morteau : Tailor
- Marc Bretonnière : Cid
- Olivier Jankovic : Sabrosa
- Olivier Marina : Séverin
- Patrice Baudrier : Delgado
- Patrick Mancini : Caspar
- Pierre Forest : Sergio
- Sébastien Desjours : Ash
- Thierry Buisson : Rupert
- Thierry Mercier : Brogar
- Vincent Ropion : Craig
- Xavier Fagnon : Sam